# Дунаевы Поляны
Дунаевы Поляны — деревня в составе Егоровского сельсовета в Воскресенском районе Нижегородской области.

## География
Находится в правобережье Ветлуги на расстоянии примерно 28 километров по прямой на юг-юго-восток от районного центра посёлка Воскресенское.

## История
Деревня основана в XX веке, название по фамилии хозяина первой росчисти. Население занималось лесозаготовками. В советское время работал колхоз «Россия».

## Население
Постоянное население составляло 95 человек (русские 100 %) в 2002 году, 68 в 2010 году.